# Готичний метал
Готи́чний метал (англ. Gothic metal) — піджанр важкого металу, який поєднує в собі важкість дум-металу з темною атмосферою готичного року. Готичний метал виник у Європі у першій половині 90-х років ХХ сторіччя. За своєю музичною структурою цей піджанр є інтерпретацією думу і готик року у більш «важкому», дисторційованому, виконанні з використанням гітарних рифів та соло, які більш притаманні металу.
Серед засновників жанру Theatre of Tragedy, Paradise Lost, Therion. Найбільше розповсюдження отримав у Європі.

## Етимологія
Термін готичний з'явився у важкій метал музиці із випуском гуртом Paradise Lost альбому Gothic в 1991. З тих пір, думка фанів часто розходилися щодо того чи той чи інший гурт є впевнено Готичним, а які відверто ні. Деякі музиканти мали диспут з приводу того кому з них належить насправді готичний лейбл, серед них Розз Вільямс з Christian Death та Ендрю Елдріч з гурту The Sisters of Mercy. Будучи у піджанрі готичного металу, учасники таких гуртів як After Forever, HIM та Nightwish в свою чергу відхилялися або зменшували роль готичного напрямку в своїй музиці.

## Характеристика
Основи схожі з думом — невисокий темп, неквапливі похмурі гітарні рифи та ліричні монологи партій акустичних інструментів — скрипок, віолончелей, акустичних гітар. Також характерні загальна естетика та висока художність жанру, як в музичному, так і в образно-ліричному плані (вплив готик-року, камерної музики).

## Найвідоміші виконавці готичного металу
- Lacuna Coil
- Paradise Lost
- Type O Negative
- Epica
- Theatre of Tragedy
- Tristania
- Sentenced
- Sirenia
- Theatres des Vampires
- After Forever
- The Gathering
- Cradle of Filth
- Lacrimosa
- Xandria
- Therion
- Charon
- XIII.Stoleti
- Estatic Fear
- Saturnus
- The Sins of Thy Beloved
- Macbeth
- Dreams of Sanity
- Leaves' Eyes
- Dark the Suns
- The Foreshadowing
- Autumn
- Tiamat
- Mortal Love
- For My Pain...
- Within Temptation
- Nightwish
- Apocalyptica

### Українські
- Mournful Gust
- Полинове Поле
- Холодне Сонце
- I Miss My Death
- Malinconia